# Batracomorphus pulvereus
Batracomorphus pulvereus är en insektsart som beskrevs av William Lucas Distant 1908. Batracomorphus pulvereus ingår i släktet Batracomorphus och familjen dvärgstritar. Inga underarter finns listade i Catalogue of Life.